# Exivious
Exivious war eine niederländische Technical- und Progressive-Death-Metal-Band aus Utrecht, die im Jahr 1997 gegründet wurde und bis 2017 aktiv war.

## Geschichte
Die Band wurde im Jahr 1997 vom Gitarristen Tymon Kruidenier (ex-Cynic) gegründet. Als weitere Mitglieder kamen Jan Henningheim und Schlagzeuger Iwan Hendrikx zur Besetzung. Kruidenier übernahm zudem anfangs auch noch den Gesang. Die Bassspuren wurden anfangs durch einen Computer generiert. Im Jahr 2001 folgte ein Demo, das zwei Lieder umfasste. Als Bassist war zudem Rob Van Der Loo in der Band. Etwas später wurde das Projekt pausiert. Erst im Jahr 2005 fand sich neben Kruidenier mit dem Bassisten Robin Zielhorst (ex-Cynic), dem Gitarristen Michel Nienhuis und dem Schlagzeuger Stef Broks (Textures) eine feste Besetzung. Als Keyboarder kam zudem Frans Verburg etwas später zur Besetzung. Das selbstbetitelte Debütalbum der Band folgte im Jahr 2009 in Eigenveröffentlichung. Im Jahr 2010 pausierte das Projekt, da sich Kruidenier und Zielhorst Cynic widmeten. Ein Jahr später trennten sich beide von Cynic, sodass Exivious fortgesetzt werden konnte. Da sich Broks inzwischen vollkommen Textures widmete, wurde er durch Yuma van Eekelen ersetzt. Im Jahr 2011 nahm die Band am tschechischen Brutal Assault teil. Im Folgejahr schloss sich eine Europatournee zusammen mit Obscura, Spawn of Possession und Gorod an. Ende 2012 begann die Band mit dem Crowdfunding für das zweite Album Liminal. Das Ziel von 8.000 Euro wurde innerhalb von einer Woche erreicht; letztendlich war die Endsumme etwa doppelt so groß. Im November 2012 begannen die Aufnahmen zum Album und wurden im April 2013 beendet. Abgemischt und produziert wurde das Album vom Gitarristen Tymon Kruidenier. Im August 2013 unterzeichnete die Band einen Vertrag bei Season of Mist. Das Album wurde Anfang November bei diesem Label veröffentlicht. Am 12. Dezember 2016 gab die Band auf ihrer offiziellen Website bekannt, dass sie sich wegen mangelnden Interesses den Stil der Band weiterzuführen und um sich neuen Projekten zu widmen, nach ein paar Abschiedsauftritten im Jahr 2017 auflösen werde.

## Stil
metalunderground.com schrieb, dass die Band auf ihrem selbstbetitelten Debütalbum eine Fusion-Band mit Technical-Death-Metal-Einflüssen sei, während Cynic auf dem Album Focus eher eine Technical-Death-Metal-Band mit Fusion-Einflüssen sei. Zudem sei die Musik nun immer instrumental. Der Einsatz eines Fretless Basses war zudem ebenfalls charakteristisch. Die Musik auf dem Album sei mit den frühen Werken von Cynic und von Alarum vergleichbar.
Auch Anton Kostudis von metal.de stellte fest, dass bei dem zweiten Album Liminal mehr Jazz als Metal zu hören sei. Die Lieder seien progressiv und würden gut strukturiert wirken. Kostudis beschrieb die Musik als eine Mischung aus The Dillinger Escape Plan, The Safety Fire und Oceansize. Oliver Paßgang von Powermetal.de bezeichnete die Musik als jazzigen Progressive Metal, wobei die Strukturen der Lieder sich nicht von Anfang an erschließen würden. Die Lieder seien auch hier instrumental gehalten, wobei auch der Bass, dem sonst im Metal-Genre zu wenig Beachtung geschenkt werde, gut hörbar sei. Zudem wurde auf dem Album auch ein Saxophon verwendet.

## Diskografie
- 1999: Demo 1999 (Demo, Eigenveröffentlichung)
- 2001: Demo 2001 (Demo, Eigenveröffentlichung)
- 2002: Exivious (Demo, Eigenveröffentlichung)
- 2009: Exivious (Album, Eigenveröffentlichung)
- 2013: Liminal (Album, Season of Mist)
- 2017: Chrysalis - The Early Demos (Kompilation, Eigenveröffentlichung)